# 朝鮮人民軍特殊作戦軍
朝鮮人民軍特殊作戦軍（ちょうせんじんみんぐんとくしゅさくせんぐん、朝鮮語: 조선인민군 특수작전군 / 朝鮮人民軍 特殊作戰軍、英: Korean People's Army Special Operation Force, KPASOF）は、朝鮮民主主義人民共和国（北朝鮮）の朝鮮人民軍に含まれる1軍で、特殊部隊である。
心理作戦を行うことや、韓国軍の脆弱性を調べることに積極的で、朝鮮戦争の終結以来数十年の間に韓国内外で何度も活動していることが確認されている。 
また、30万人程度の兵力を有していると推測されている。

## 任務
特殊作戦軍の任務は、韓国の防衛線を突破、後方に「第2戦線」を作り、後方攪乱と戦略的な偵察を行うことである 。 

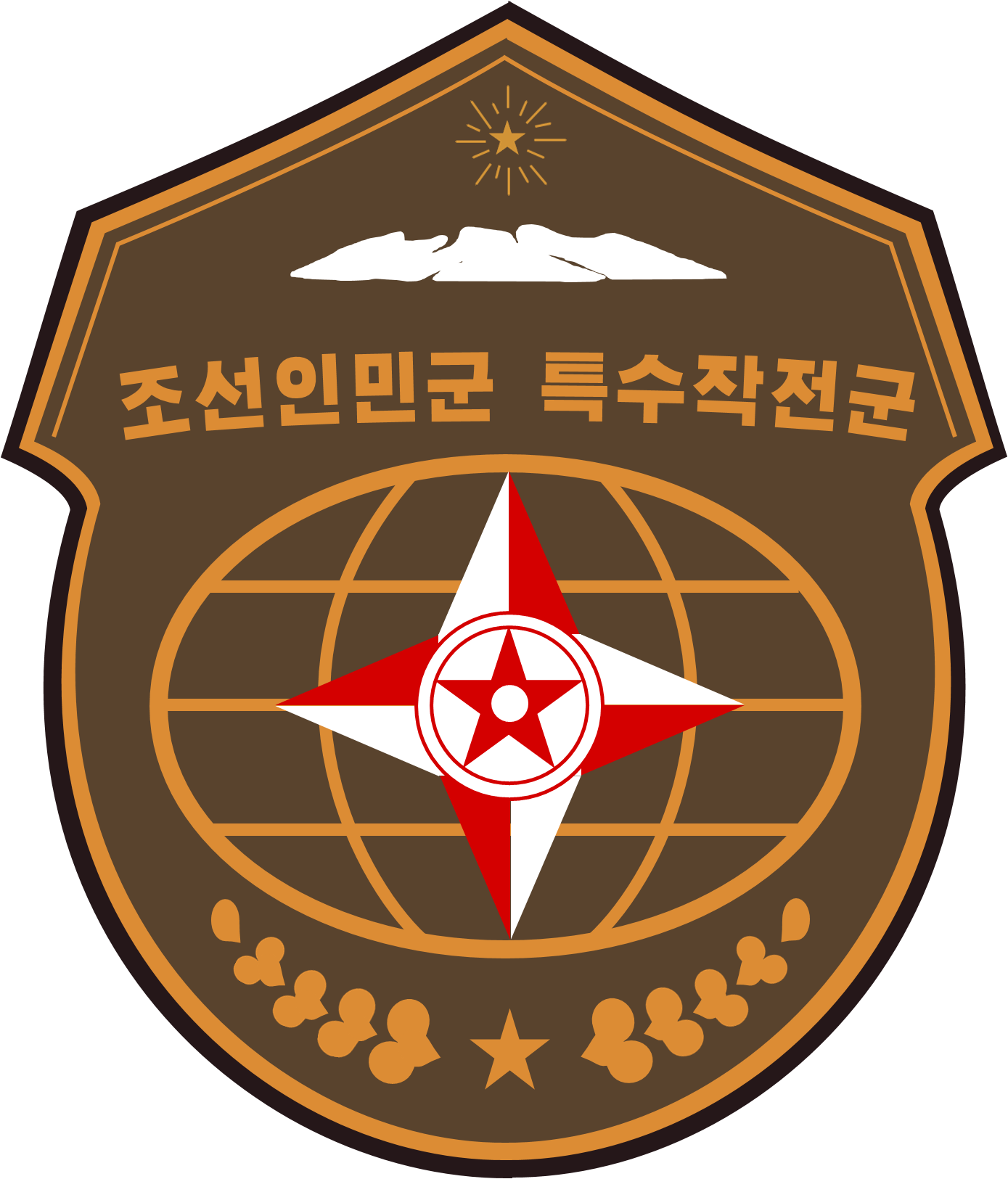
紋章

## 歴史

2018年から2020年までの軍旗(表側)

上記の裏側

朝鮮人民軍特殊作戦軍の正式な編成日は不明だが、1968年10月30日以降、特殊作戦を目的とした部隊による活動の報告が一般的になっている。この日、北朝鮮の海上部隊は三陟から韓国の蔚珍までの浜辺に上陸し、戦闘の後、北朝鮮に撤退した。金日成自身は、特殊作戦軍(当時の第8特殊軍団)は「朝鮮人民軍全体の最強の精鋭部隊であり、朝鮮民主主義人民共和国の軍隊の先進的な部隊である」と述べたと伝えられた。
朝鮮中央放送は、新しい精鋭部隊が米海軍のSEALsと大韓民国海軍の特殊部隊に対抗することを意図しているとし、それを「軽歩兵旅団」と呼んだ。

## 兵器
- 88-2式小銃 ストックが上部に折りたためる88式小銃の派生型。ヘリカルマガジンを装着できる北朝鮮のAK-74のライセンス生産品で、現在は98式小銃と同時にに使用されている。88-2式小銃は、標準的なAK-74レシーバーフレームを備えているが、98式小銃では一部が変更されている [12]。
- 98式小銃 ストックが上部におりたためるバリエーションで、ヘリカルマガジンがあり、 5.45×39mm弾を75発から150発の装填が可能と考えられており、ストックの近くの形状にいくつかの変更点があり、88式小銃よりも短いバレルが特徴[13]。
- M16A1  デッドコピー品または第三国からの輸入品と思われる。1996年の江陵潜水艦事件で韓国に潜入した北朝鮮のコマンド部隊によって使用されているのが確認された [14][15]。
- K2小銃 1990年代から作成されているコピー品 [16]。 2015年に北朝鮮軍が西部海岸に沿って韓国を砲撃している際に、韓国軍の兵士が韓国軍のデジタル迷彩服とK2ライフルをコピーしたと思われるものを装備した兵士を確認した[17]。
- 白頭山拳銃　CZ-75ピストルの北朝鮮版である朝鮮人民軍特殊作戦軍モデルは、一般の兵士に与えられる標準的な白頭山拳銃に比べて、大型の弾倉底部と独自の木製グリップパネルを備えている。その他、将軍や他の高官に対する贈呈品として、クロームメッキと彫刻を施したモデルもある。
- スターリングサブマシンガン–韓国への潜入任務中に北朝鮮の兵士によって使用される。
- vz.61 –北朝鮮の兵士が使用。
- KN-11 –OICWやK11複合型小銃に酷似した小銃で、原型は88式と思われる。大形照準器やブルパップ式の擲弾発射機が装着されている。

## 構成部隊

### 航空狙撃旅団
北朝鮮の航空狙撃旅団は、アントノフAn-2を使用して空中からの潜入を想定している 。 An-2は空挺部隊を空中から投下、輸送が可能な機体で、 An-2の特徴の一つの小型の機体により、高速道路などの幹線道路に着陸し、空挺部隊を地上に投入することが可能。
有事には80mから降下することが想定されている。

### 偵察旅団
「狙撃旅団」としても知られるこれらの旅団は、 朝鮮人民軍の地上諜報活動部隊の一部 。これらの部隊は、ダイレクトアクションを実行する機能を有し、韓国領土内の重要な戦略目標を占拠、または破壊するために訓練されている。さらに、これらの部隊は過去に暗殺未遂を行っている疑いがある。

### 軽歩兵旅団
朝鮮人民軍特殊作戦軍軽歩兵旅団は、北シナ海等の海域で確認されている。軽歩兵旅団は、海兵隊としての訓練がないことを除けば、水陸両用の軽歩兵に似ている。この軽歩兵旅団の主な任務は、「隠密行動による敵の後方地域への侵入と攪乱」で、軽歩兵旅団の他の任務には、前方連絡線の寸断、および核や化学サイトなどの重要な戦略目標の破壊が含まれている。軽歩兵旅団は名前通りに、装備が軽装で、主に小火器と対戦車兵器を装備している。何年もの間、軽歩兵は、防弾装備を装備しない世界でも数少ない特殊部隊の1つであることが知られていたが、訓練中や軍事演習中の映像にて、防弾装備の装備は確認されなかった。しかし2012年の夏に、訓練中の映像にて防弾装備を有する特殊部隊の写真がいくつか公開され、装甲は、 PASGTと同様に、ケブラーではなく、軍用ではない可能性も少なくない。

### 海上狙撃旅団
朝鮮人民軍特殊作戦軍が利用できる艦艇の数に基づいて、1回の輸送で5,000人の兵士の輸送が可能と思われる（約102台の水陸両用車）。これらの特殊部隊は、一度上陸すると、韓国の起伏の激しい地形に侵入して、両国間の新たな敵対行為の開始直前および開始中に、後部地域の韓国人を攻撃しようとすることが予想される。さらに、「ステルス」性を備えた小型船の追加により、海上狙撃旅団は韓国の海岸線にフェリーで行くことが可能と考えられる。
世界中の他の特殊部隊と同様に、他部隊との緊密な調整により、戦場でも必要な輸送手段が提供される。海上狙旅団の場合、最も一般的に使用されている戦術は、朝鮮人民軍海軍の潜水艦を使用する。朝鮮人民軍海軍は24隻のロメオ型ディーゼル電気潜水艦を保有している。これらの潜水艦は主に沿岸地域で使用されることが想定されていたため、沖合から部隊を浸透させるためには優れた艦艇である。特別装備のサンオ型潜水艦は19名の少人数の乗組員を乗せていて、沿岸への潜入を唯一の目的とした設計をしている。朝鮮人民軍海軍は、韓国の領土に2〜5人の部隊を潜入させるのに理想的な、少なくとも45隻の特殊潜航艇を所有している。このような小さな潜水艦は、朝鮮半島の険しい海岸線の中で発見するのが難しいとされている。